# صادق شباویز
صادق شباویز (۱۳۰۴ – ۲۶ مهر ۱۴۰۰) بازیگر تئاتر و از نخستین بازیگران تئاتر مدرن ایران بود. او از آخرین بازماندگان گروه نوشین و برادر عباس شباویز بود.
او پدر فلورا شباویز (بازیگر تلویزیون و سینما) بود.

## زندگی
خانواده شباویز مذهبی بود. و پدر صادق و عباس می‌خواست آنها را برای طلبگی به کربلا بفرستد. اما هر دو آنها به تماشاخانه و حزب توده ایران گرایش داشتند. گرایش هر دو پسر برای برای پدر آنها دشوار بود. صادق، نخستین برادری بود که به دنبال بازیگری رفت و مدت کوتاهی پس از آن، عباس نیز راهی تئاتر و سینما شد. عبدالحسین نوشین، صادق را به خاطر صدای بلندی که داشت در گروه تئاتر خود پذیرفت.
صادق شباویز هنگامی که در اوج موفقیت در کار هنری بود به دستورحزب توده، مامور شد تا به همراه چند عضو محلی حزب، بانکی را در بهبهان مصادره کند. اما در این عملیات دستگیر شد و به زندان افتاد. در روز ۲۸ مرداد ۱۳۳۲ هنگامی که در زندان قصر زندانی بود که از سوی حزب دستور رسید که از زندان به میدان امجدیه برود و با آن صدای بلندی که داشت به مردم خبر دهد که شاه از کشور گریخته و رفقا شعار برچیده باد نظام سلطنت بدهند. اما حزب توده نمی‌دانست که محمدرضا پهلوی در حال برگشت به ایران است.
به دنبال کودتا صادق شباویز و عبدالحسین خان نوشین ناگزیر از ایران به روسیه و سپس به آلمان شرقی فرستاده شدند. ‏او در آلمان شرقی نیز به کار تئاتر روی آورد به موفقیتی چشمگیر رسید. صادق شباویز تا ۳۶ سال در جایگاه مربی تئاتر جوانان در لایپزیگ و سپس ‏تئاتر برلین کار کرد. او در همه این مدت خبری از تنها دخترش که در تهران مانده بود نداشت. او همزمان به برخی کارهای حزبی، از جمله گویندگی رادیو پیک ‏ایران و کمک به برخی از رفقا و هواداران حزب توده می‌پرداخت.
صادق شباویز در ۲۶ مهر ۱۴۰۰ در برلین درگذشت.